# Ahmed Abdallah Mohamed Sambi
Ahmed Abdallah Mohamed Sambi, född 5 juni 1958 i Mutsamudu, Anjouan, Komorerna, är en komorisk politiker. 
Han efterträdde Azali Assoumani som Komorernas president 2006–2011. År 2011 efterträddes han på posten av Ikililou Dhoinine. 
Ahmed Abdallah Mohamed Sambi benämns ofta ayatollah eftersom han genomgått studier i islam i Iran.